# Koi (Kochen)

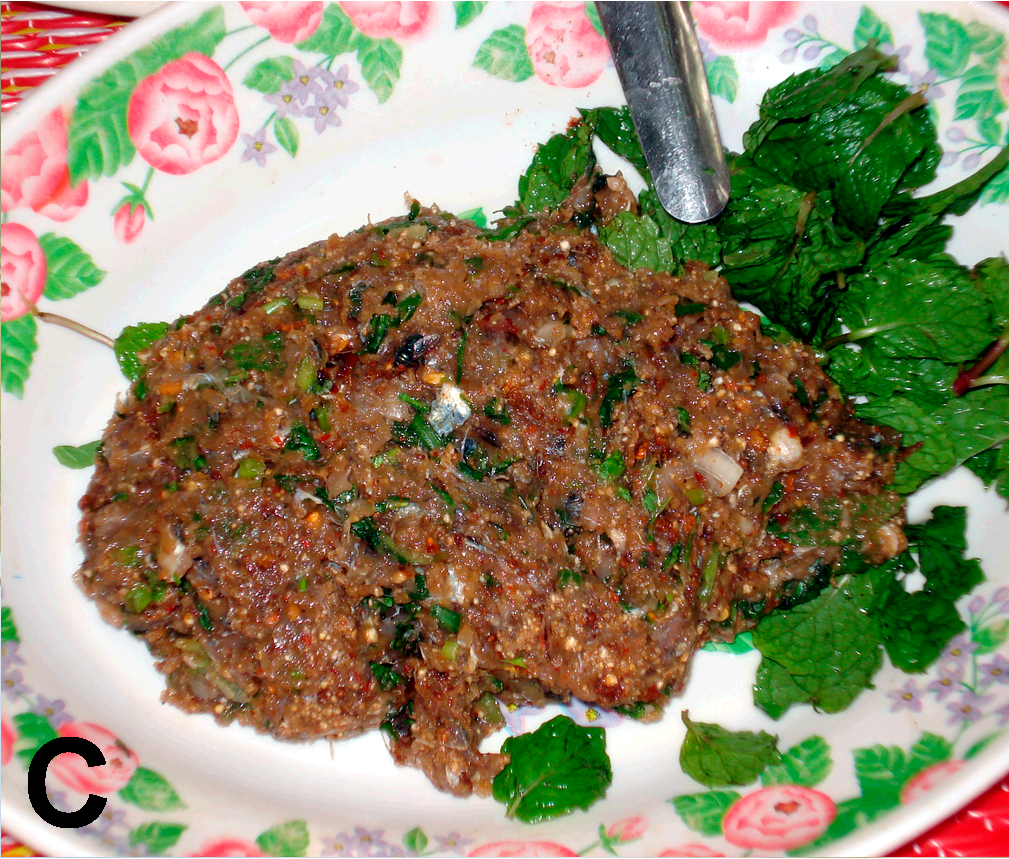
Koi pla (ก้อยปลา)

Koi (Thai: ก้อย) ist eine Zubereitungsart von Fleischprodukten in der Nordost-Region von Thailand, dem so genannten Isan. 
Der vollständige Name des fertigen Gerichts richtet sich nach der Hauptzutat, zum Beispiel Koi Wua (ก้อยวัว – Rindfleisch-Koi), oder Koi Pla (ก้อยปลา – Fisch-Koi).

## Zubereitung
Rohes Schweinefleisch oder Rindfleisch wird klein gehackt und zerstampft. Das zugehörige Blut wird ebenfalls verwendet. Anschließend werden die Gewürze hinzugegeben: Limettensaft, Fischsauce, frische Chilischoten (Phrik Khi Nu (พริกขี้หนู – [pʰrík-kʰîː-nǔː]), wörtlich Mäusekot-Chili, Capsicum frutescens), frische Minze-Blätter sowie gehackte Schalotten. Eine weitere typische Zutat ist Khao Khua Pon (ข้าวคั่วป่น - ungekochter, braun gerösteter Reis, im Mörser zerkleinert). 
Ein ähnliches Gericht ist in Thailand etwas bekannter als Koi: Lab (ลาบ, auch Larb oder Laab geschrieben). Es wird mit den gleichen Gewürzen hergestellt, allerdings werden die Hauptzutaten vorher gekocht.